# Pin (België)
Pin is een plaatsje in de vallei van de Semois in de Belgische streek de Gaume in de Provincie Luxemburg in de gemeente Chiny.
Pin ligt aan de N83 van Aarlen, via Florenville naar Bouillon.

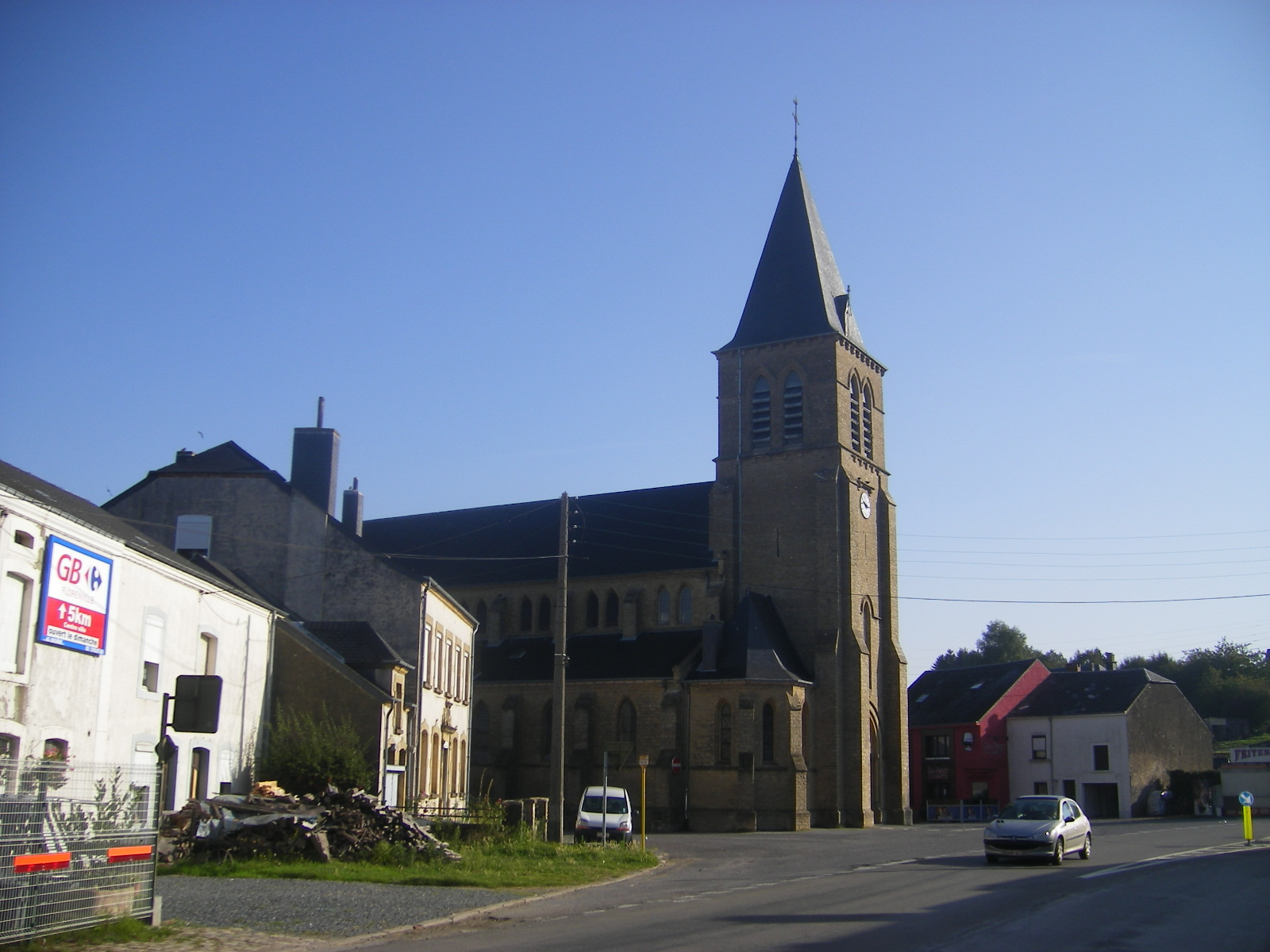
De kerk van Pin.

Deelgemeenten: Chiny · Izel · Jamoigne · Les Bulles · Suxy · Termes

Overige dorpen: Frenois · La Haïlleule · La Mouline · Moyen · Pin · Pont Charreau · Prouvy · Romponcelle · Valansart

Belgische gemeenten · Arrondissement Virton · Luxemburg · Wallonië